# Marthe Ekemeyong Moumié
Marthe Ekemeyong, née le 4 septembre 1931 à Ebom Essawo (Efoulan) en pays Boulou et morte assassinée à Ebolowa, dans son domicile au Cameroun, le 9 janvier 2009, à l'âge de 77 ans, est une écrivaine et militante camerounaise. Elle fut l'épouse de l'homme politique camerounais Félix-Roland Moumié.

## Biographie

### Enfance
Marthe Ekemeyong est née le 4 septembre 1931 au Cameroun. Ekemeyong signifie : « celui ou celle qui quittera le terroir pour vivre là-bas, chez les autres ». Elle a fait le cours élémentaire première année à Bibia avec Pierre Semengue.

### Carrière politique

#### Rencontre avec Félix Moumié
Elle rencontre Félix Moumié – jeune médecin sorti de l'École normale William-Ponty de Dakar à Lolodorf et l'y épouse le 22 juillet 1950. De cette union naquirent deux filles : Annie Jecky Berthe et Hélène Jeanne.

#### Membre de l'UPC
Elle était elle-même aussi membre de l'UPC. Adhérant le même jour que son mari. Dirigeante de l'Union Démocratique des Femmes Camerounaises (UDEFEC) qu'elle cofonde en 1952 avec Marie-Irène Ngapeth Biyong, Gertuge Omog et Emma Mbem. Elle subit les tribulations des militants de l'UPC, à partir de 1955, jusqu'à la dissolution illégale de celle-ci par le Gouvernement français. 

#### Exil et assassinat de son mari
Le couple Moumié s'installe en Guinée, où ils trouvent refuge. Elle a elle-même échappé à plusieurs tentatives d'assassinat. 
Dans sa lutte, Marthe Moumié a bénéficié du soutien de chefs d'État tels que Nasser, Kwame Nkrumah, Ahmed Ben Bella, Sékou Touré, Ho-Chi-Minh et Mao Zedong.
En 1960, en Suisse, Félix Moumié entre en contact avec des diplomates de la république populaire de Chine, achète des armes, fait imprimer des brochures. Il mène alors un train de vie dispendieux, révélé par les archives[réf. souhaitée], et accorde sa confiance sans grande méfiance. L'espion du Service de documentation extérieure et de contre-espionnage William Bechtel est envoyé à Genève pour assassiner Félix Moumié, sur ordre du Premier ministre français Michel Debré, conseillé par Jacques Foccart. Empoisonné au cours d'un repas au restaurant avec Bechtel, Moumié meurt le 3 novembre 1960 à l'hôpital cantonal de Genève, au terme d'une longue agonie de deux semaines. L'autopsie du corps, ordonnée par la justice helvétique, révèle du thallium dans le sang de la victime. Les autorités françaises et camerounaises feront circuler les hypothèses d'un règlement de comptes interne à l'UPC ou d'un assassinat par les Russes.

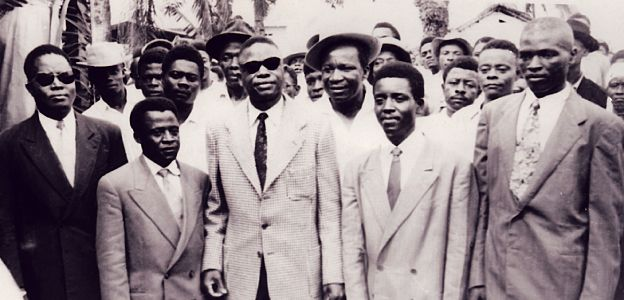
De gauche à droite, au premier plan : Ossendé Affana, Abel Kingué, Ruben Um Nyobè, Félix-Roland Moumié, Ernest Ouandié

#### Après l'assassinat de Moumié
Après l'assassinat de son mari en 1960 à Genève, Marthe Moumié tente de reconstruire sa vie. Peu après la mort de Félix, Marthe se rend en Suisse pour récupérer le corps de son conjoint. Elle l'enterrera en Guinée. 
Elle rencontre un militant nationaliste équatoguinéen, Athanasio Ndong, qui lutte contre les colons espagnols dans son pays. Athanasio est à son tour assassiné en 1969 alors qu'il est à la tête d'un parti politique en Guinée. Elle est arrêtée, battue et torturée. Elle demande d'être exilée en Guinée Conakry (où repose le corps de son premier mari) mais les autorités équatoguinéennes la renvoient au Cameroun où elle sera à nouveau emprisonnée à la Brigade Mixte Mobile et maltraitée. 
Marthe Moumié sera libérée le 14 juillet 1974 après cinq ans en prison.

### Famille
Le 22 juillet 1950, Félix Moumié épouse Marthe Ekemeyong. Ils auront deux filles : Annie Jecky Berthe Moumié née à Bibia (Lolodorf) le 26 mai 1949, décédée le 28 janvier 1951, 18 mois après sa naissance apparemment par un accès palustre et Hélène Jeanne Moumié dite Mekoué début janvier 1951 à Enongal. Elle épouse en secondes noces Athanasio Ndong, qui sera lui aussi assassiné.
Le 3 octobre 2004, elle vient se recueillir sur la tombe de Félix au cimetière de Conakry, elle constate que le cercueil et la dépouille ont été enlevés. 

## Assassinat
Le 9 janvier 2009, après une vie de privations qui part du Cameroun et qui finit au Cameroun, en passant par le Soudan, la Chine, la Guinée-Conakry, la Guinée équatoriale, elle a été retrouvée morte, étranglée, à Ebolowa, dans son domicile, au Cameroun, à l'âge de 77 ans. Retrouvé, l'auteur du crime avoue un mobile financier.

## Œuvres
- À 75 ans, Marthe Moumié a publié le livre témoignage « Victime du colonialisme français : Mon mari Félix Moumié »[11]. L'ouvrage est préfacé par Ahmed Ben Bella, premier président de l'Algérie. Marthe raconte comment, après la mort de son mari, elle a été torturée dans les geôles de la Guinée Équatoriale voisine puis du Cameroun, son pays, pendant plus de 5 années.
- Elle témoigne[12] dans le film Mort à Genève / L'Assassinat de Félix Moumié (Frank Garbely, 2005, 52 min, Suisse), un documentaire qui retrace les derniers jours de son défunt mari jusqu'à son empoisonnement au thallium (par les services secrets français, selon plusieurs sources).
- "Dans Victime du colonialisme français, elle racontera comment elle aura été torturée en Guinée équatoriale puis au Cameroun pendant près de 5 ans" (Nkwayep Mbouguen, Bonaberi.com).
- Elle avait entrepris de créer une Fondation Félix Roland Moumié[1].